# 861 Aïda
861 Aïda este o planetă minoră ce orbitează Soarele, în centura principală. A fost descoperită la 22 ianuarie 1917 de astronomul german Max Wolf. Desemnarea sa provizorie a fost 1917 BE.

## Caracteristici
Obiectul are diametrul mediu de 66,85 km. Prezintă o orbită caracterizată de o semiaxă majoră egală cu 3,1373647 UA și de o excentricitate de 0,1040307, înclinată cu 8,05276° față de ecliptică. Are albedo slab.

## Denumire
Numele său face referire la Aida, personajul principal din opera Aida de compozitorul italian Giuseppe Verdi.